# مرقد جعفر الكاظم (بروجرد)
مرقد جعفر (بالفارسية: امامزاده جعفر) هو مرقد شيعي تاريخي يعود إلى الدولة الإلخانية والدولة السلجوقية، ويقع في بروجرد.

## معرض الصور

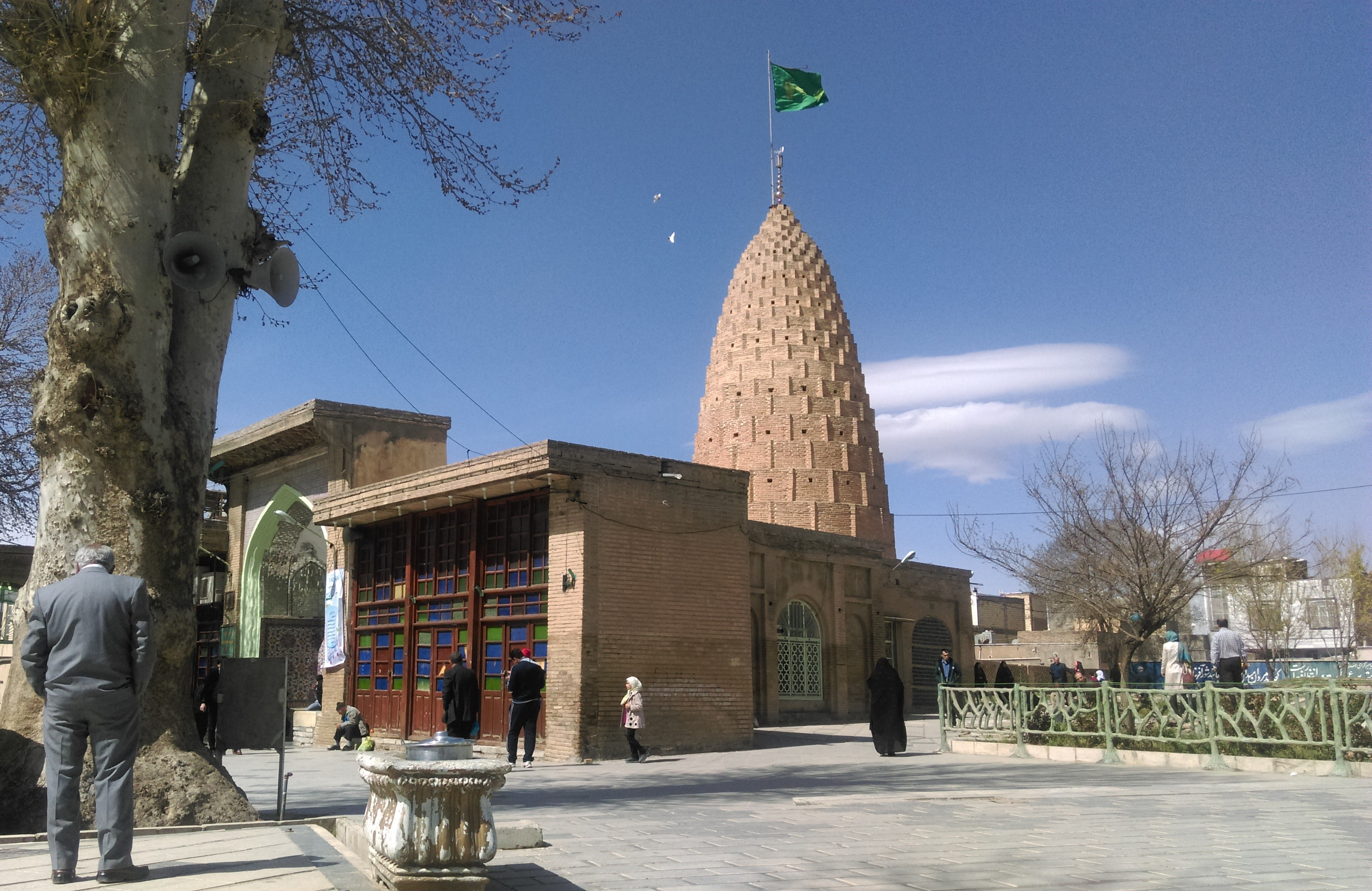
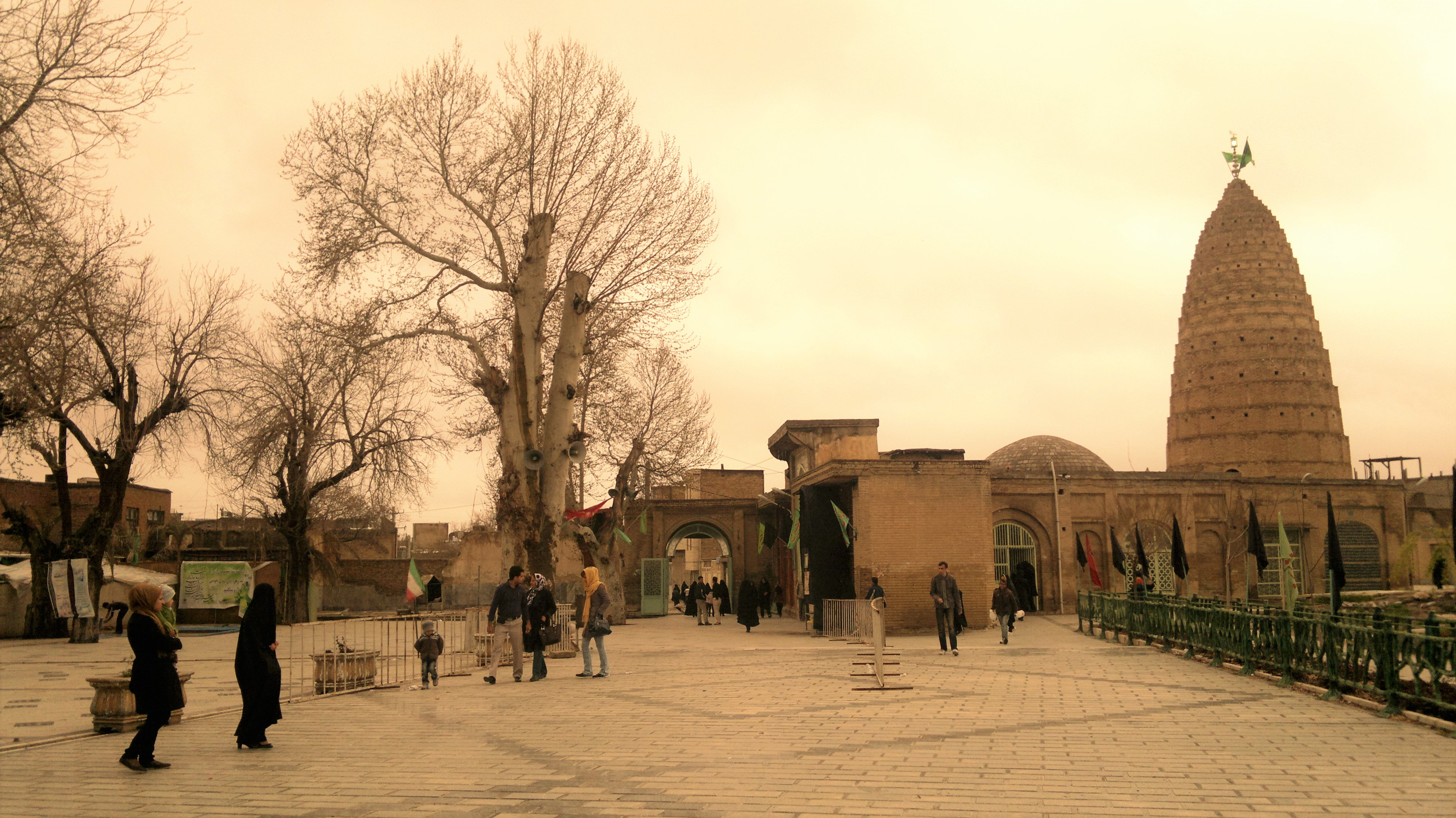
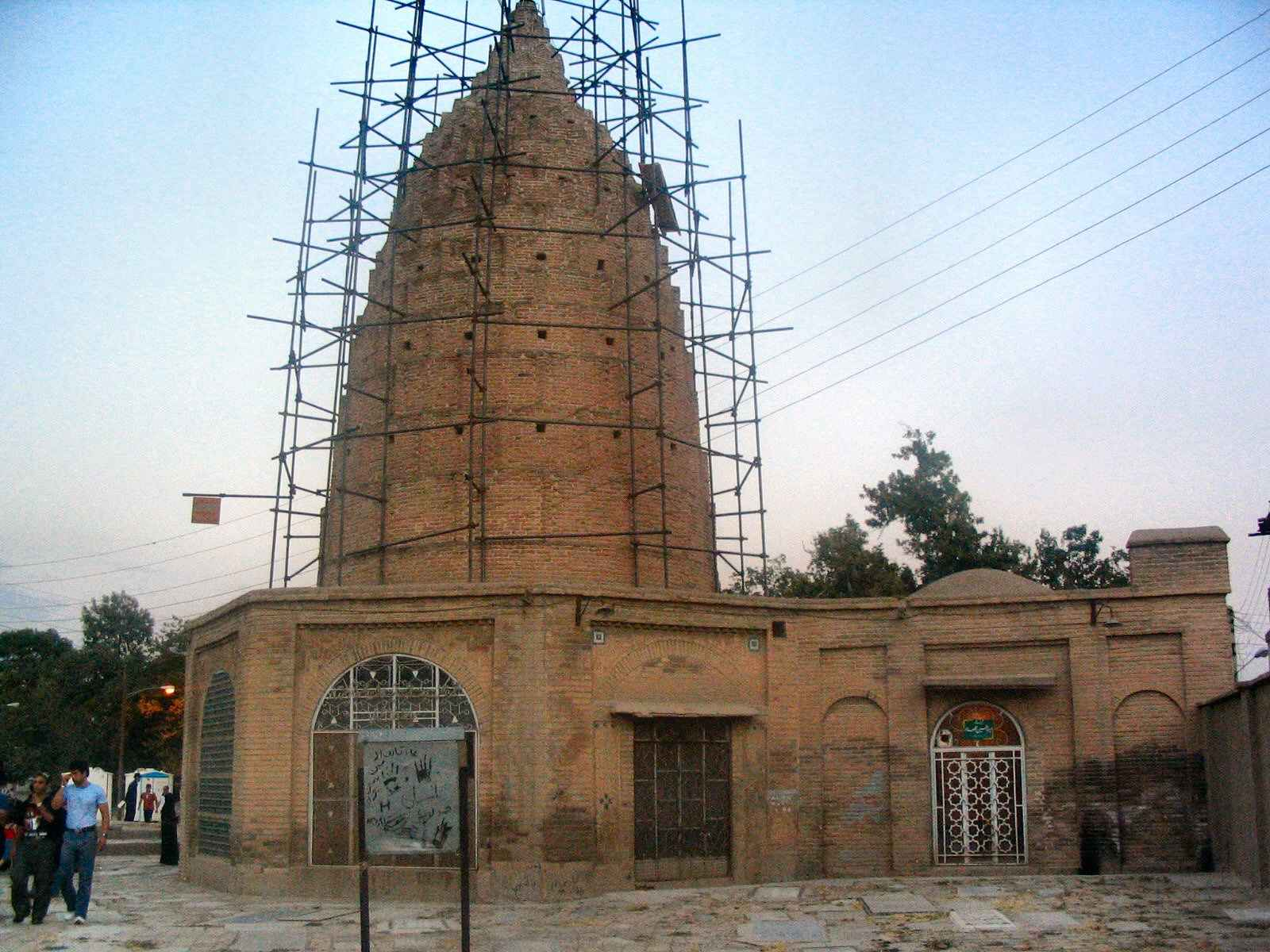
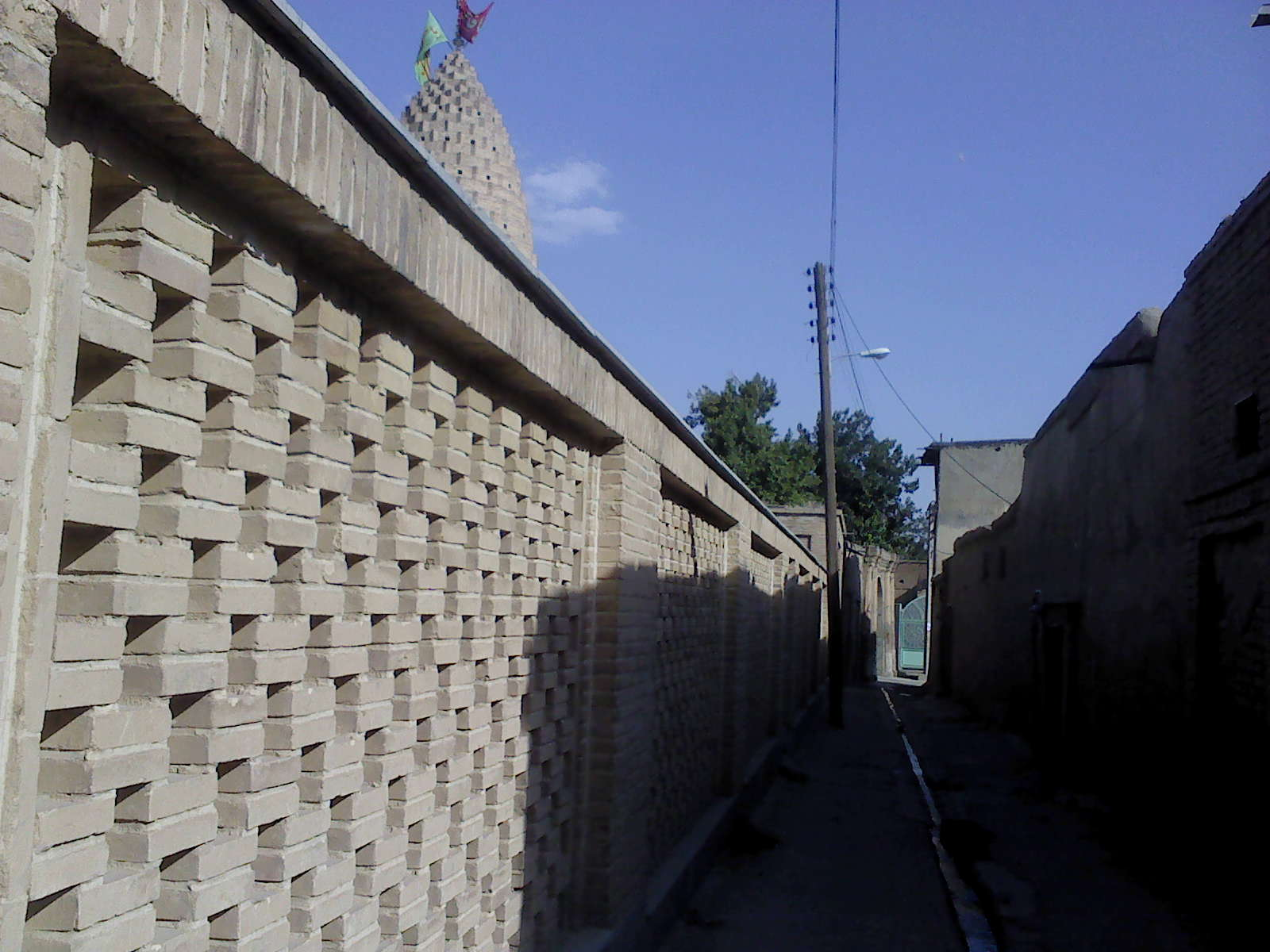
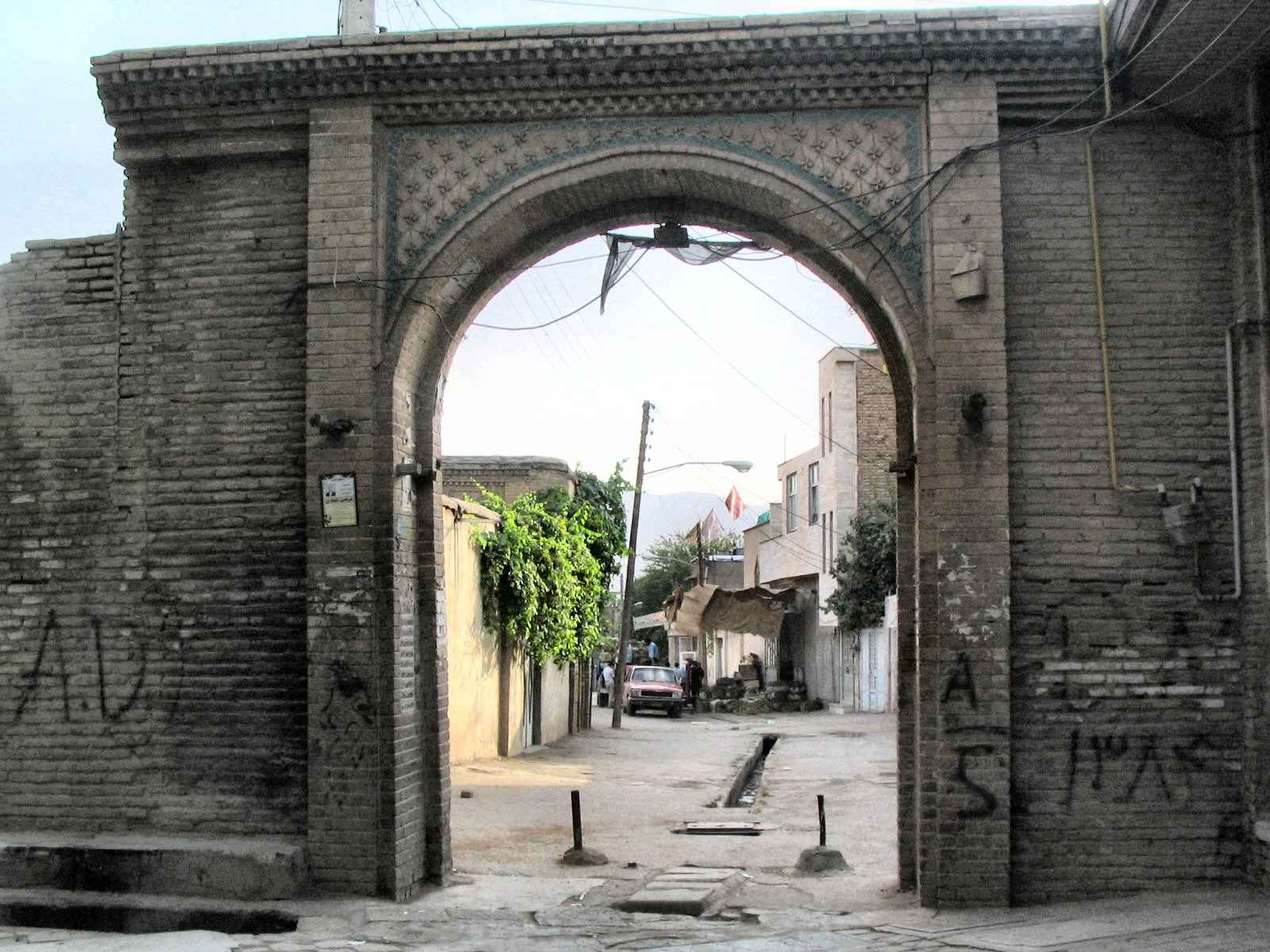
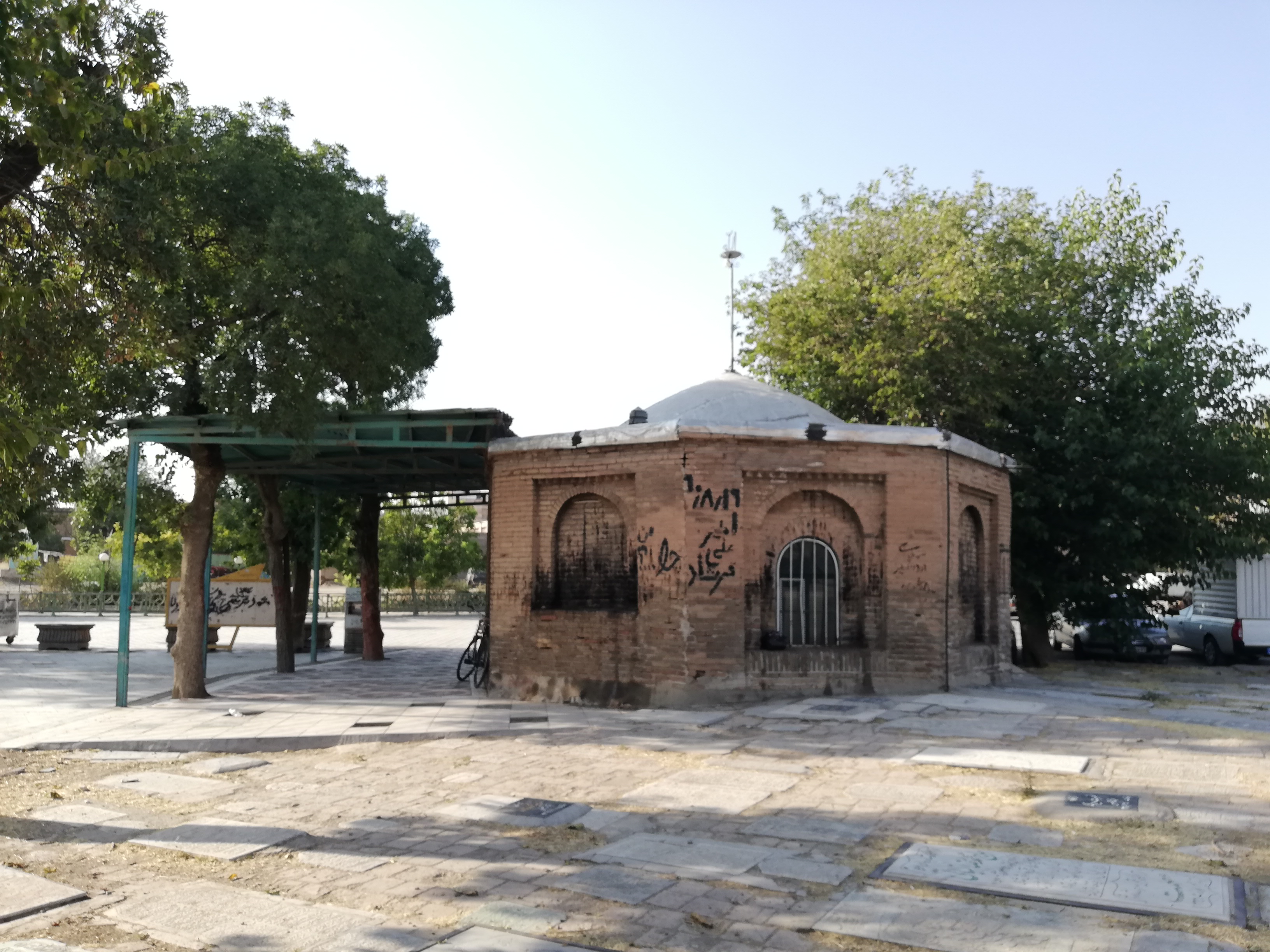
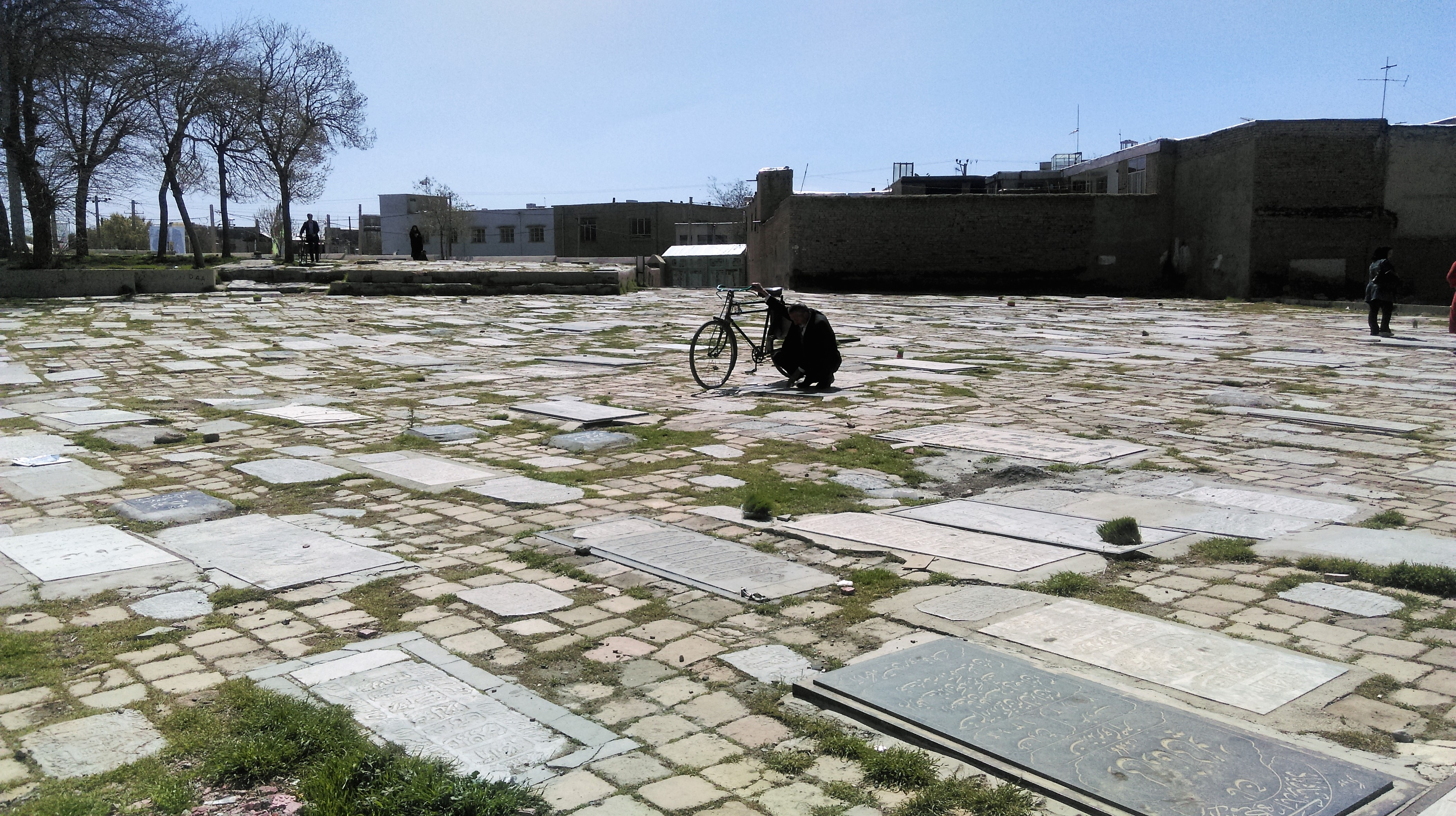
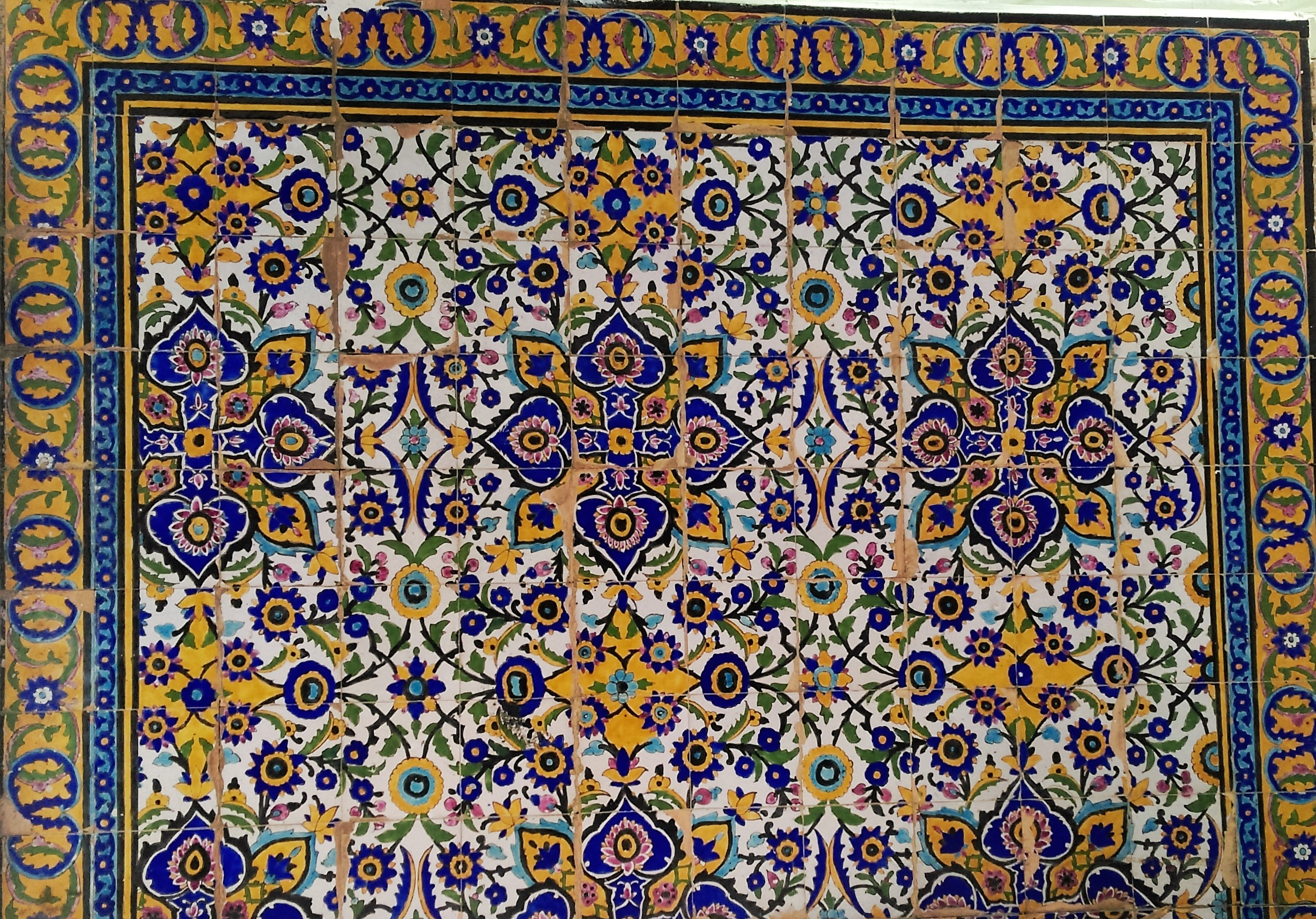